# Solms-laubachia prolifera
Solms-laubachia prolifera är en korsblommig växtart som beskrevs av J.P. Yue, Al-shehbaz och Hang Sun. Solms-laubachia prolifera ingår i släktet Solms-laubachia och familjen korsblommiga växter. Inga underarter finns listade i Catalogue of Life.